# D905 (Côte-d'Or)
De D905 is een departementale weg in het Franse departement Côte-d'Or. De weg loopt van de grens met Yonne via Dijon naar de grens met Jura. In Yonne loopt de weg als D905 verder naar Sens en Parijs. In Jura loopt de weg verder als D905 naar Dole.

## Geschiedenis
Oorspronkelijk was de D905 onderdeel van de N5. In 1978 werd het deel tussen Yonne en Dijon overgedragen aan het departement Côte-d'Or, omdat de weg hier geen belang meer had voor het doorgaande verkeer vanwege de parallelle autosnelweg A6. In 2006 volgde het deel tussen Dijon en Jura. Beide delen zijn omgenummerd tot D905.
Het deel tussen Vitteaux en Dijon was tot 1973 ook onderdeel van de N70.